# Tiroteo de Indianápolis de 2021
El 15 de abril de 2021, ocurrió un tiroteo masivo en una instalación de FedEx en Indianápolis, Indiana, Estados Unidos. Nueve personas murieron, incluido el perpetrador Brandon Scott Hole quien era un ex empleado de 19 años, que se suicidó. Otros siete resultaron heridos, incluidos cuatro por disparos.
Cuatro de las víctimas eran de nacionalidad india.

## Trasfondo
La instalación de FedEx donde ocurrió el tiroteo se encuentra en la parte suroeste de la ciudad, cerca del Aeropuerto Internacional de Indianápolis. Es el segundo centro más activo de la empresa, con casi 4.000 empleados en total. El edificio está equipado con detectores de metales y torniquetes de seguridad en su entrada que requieren que los empleados escaneen sus credenciales de FedEx. Había al menos 100 personas en las instalaciones en el momento del tiroteo, y muchas de ellas estaban cambiando de turno o en pausas para cenar.

## Eventos
Brandon Scott Hole condujo hasta las instalaciones y llegó durante un cambio de turno. Según la policía de Indianápolis, estaba armado con un rifle y comenzó a disparar contra los empleados en el estacionamiento poco después de salir de su vehículo. Luego se dirigió a la entrada de la instalación, donde reanudó los disparos. El tiroteo duró menos de cuatro minutos. Un testigo informó haberlo escuchado gritar, pero no pudo entender lo que estaba diciendo. Según otros testigos, las personas dentro de las instalaciones no pudieron comunicarse con la ayuda debido a la política de no usar teléfonos de la compañía.
Los oficiales del Departamento de Policía Metropolitana de Indianápolis respondieron a la escena poco después de las 11:00 pm hora local. Hole se había suicidado dentro de las instalaciones antes de que llegaran. Una grabación de audio del despacho policial para el lugar del tiroteo indicó que Hole fue encontrado con dos rifles.

## Víctimas fatales
Hubo nueve muertes en el tiroteo, incluido la de Hole. Cuatro víctimas fueron encontradas muertas fuera de las instalaciones, y otras cuatro fueron encontradas muertas en el interior. Otras cuatro personas fueron trasladadas al hospital, incluida una que se encontraba en estado crítico; todos sufrieron heridas de bala. Una quinta persona buscó tratamiento en otro condado, mientras que otras dos fueron tratadas en el lugar y puestas en libertad.
Las edades de las víctimas oscilaban entre los 19 y los 74 años, cuatro de las víctimas eran ciudadanos indios, pertenecientes a la comunidad sij y que habían emigrado a Estados Unidos en busca de oportunidades laborales; aproximadamente el 90% de los trabajadores de la instalación tienen herencia india.
- Samaria Blackwell, 19 años, estudiante, llevaba unos meses trabajando.
- Karli Smith, 19 años, estudiante, llevaba dos semanas trabajando.
- Matthew R. Alexander, 32 años, trabajaba como coordinador de transporte.
- Amarjit Sekhon, 48 años, de nacionalidad india, emigró a Estados Unidos en 2004 buscando un futuro para su familia.
- Jasvinder Kaur, 50 años, de nacionalidad india, emigró a Estados Unidos en 2018 buscando trabajo, para poder mandar dinero a su familia en la India.
- Amarjeet Johal, 66 años, de nacionalidad india, varios miembros de su familia trabajaban en el lugar.
- Jaswinder Singh, 68 años, de nacionalidad india, emigró a Estados Unidos en busca de empleo, llevaba una semana trabajando.
- John Weisert, 74 años, ingeniero jubilado, trabajaba en FedEx para ganar un dinero extra.

## Autor
La policía identificó al atacante como Brandon Scott Hole, un residente de Indianápolis de 19 años que había trabajado en las instalaciones de FedEx de agosto a octubre de 2020 hasta que fue despedido por no regresar al trabajo. Después del tiroteo, las autoridades realizaron un registro en su casa y confiscaron pruebas, incluidos dispositivos electrónicos. Una investigación del contenido archivado de las cuentas de Facebook eliminadas de Hole no reveló ningún motivo potencial. Hole era un "brony", fanático de la serie animada My Little Pony: Friendship Is Magic. Menos de una hora antes del tiroteo, a las 10:19 pm, publicó en su cuenta de Facebook: "Espero poder estar con Applejack en el más allá, mi vida no tiene sentido sin ella. Si no hay otra vida y ella no es real, entonces mi vida nunca importó de todos modos".
En marzo de 2020, la madre de Hole se puso en contacto con las autoridades locales y les advirtió sobre la intención de su hijo de morir por suicidio a manos de un policía y su compra de una escopeta el día anterior, lo que provocó que se abriera una investigación. La policía respondió a la casa y lo llevó a un hospital. Mientras lo colocaban esposado, Hole, ansioso, ordenó a los oficiales que apagaran su computadora, ya que no quería que nadie viera lo que había en ella. Un oficial subió las escaleras para apoderarse de la escopeta y observó lo que identificó como sitios web racistas de supremacistas blancos en la computadora de Hole. Hole fue puesto en una "detención temporal de salud mental de detención inmediata" por el Departamento de Policía Metropolitana de Indianápolis. En abril de 2020, el FBI interrogó a Hole sobre los sitios web. Finalmente, la investigación se cerró debido a que no había pruebas suficientes de ninguna violación criminal o una ideología extremista de motivación racial en manos de Hole, y la escopeta no le fue devuelta. Anteriormente, en 2013, la policía local se puso en contacto con Hole por razones poco claras.
Según la policía, Hole usó dos fusiles de estilo AR-15 en el tiroteo, y ambos fueron comprados legalmente en una tienda de armas autorizada en julio y septiembre de 2020. Según la ley de bandera roja de Indiana, una audiencia programada con un juez durante la detención temporal por salud mental de Hole, y dentro de los catorce días posteriores a la incautación de su escopeta, habría impedido que Hole comprara más armas de fuego durante al menos seis meses. Sin embargo, las autoridades no programaron dicha audiencia, creyendo que ya habían "logrado" el objetivo de la ley ya que la familia de Hole no quería que le devolvieran la escopeta incautada. La policía no reveló dónde había comprado Hole los rifles utilizados en el tiroteo, sino que dijo que la investigación aún está en curso.

## Consecuencias y reacciones
El 16 de abril, el presidente Joe Biden ordenó que las banderas ondearan a media asta. Él y la vicepresidenta Kamala Harris emitieron declaraciones en las que expresaron sus condolencias a las familias de las víctimas. Más tarde, durante una conferencia de prensa con el primer ministro japonés Yoshihide Suga, Biden condenó la reciente serie de tiroteos masivos en Estados Unidos como una "vergüenza nacional" y pidió al Congreso que prohibiera las armas de asalto de estilo militar y los cargadores de municiones de gran capacidad. El 18 de abril, la familia de Hole se disculpó con las familias de las víctimas por sus acciones. El 20 de abril, el gobernador Eric Holcomb anunció su intención de restaurar la financiación completa para los servicios de salud mental y reforzarla durante los próximos dos años.
El ministro de Relaciones Exteriores de India, S. Jaishankar, dijo que el incidente fue profundamente impactante y ofreció toda la asistencia posible, ya que algunas de las víctimas eran de origen indio. Dado que cuatro de las víctimas eran miembros de la comunidad sij y se confirmó que Hole había navegado en sitios web de supremacistas blancos en el pasado, la Coalición Sikh, un grupo de defensa sij-estadounidense, pidió a las autoridades que investiguen si el sesgo jugó un papel en el tiroteo.
Después del tiroteo, la atención se centró en la ley de bandera roja de Indiana por sus requisitos de prohibir que alguien poseyera un arma de fuego, que aparentemente no se llevaron a cabo cuando las autoridades confiscaron una escopeta de Hole, lo que le permitió comprar las armas que usó en el tiroteo. También se examinó la política de no usar teléfonos de FedEx, que parecía evitar que las personas contactaran a los empleados en las instalaciones durante el tiroteo.

## Enñaces externos
- Datos: Q106514963